# Station Boissy-l'Aillerie
Station Boissy-l'Aillerie is een spoorwegstation aan de spoorlijn Saint-Denis - Dieppe. Het ligt in de Franse gemeente Boissy-l'Aillerie in het departement Val-d'Oise (Île-de-France).

## Ligging
Het station ligt op kilometerpunt 34,851 van de spoorlijn Saint-Denis - Dieppe.

## Diensten
Het station wordt aangedaan door treinen van Transilien lijn J tussen Paris Saint-Lazare en Gisors-Embranchement, waarvan sommige treinen dit station als eindbestemming hebben.

## Vorig en volgend station
| Richting                           | Vorig station                                | Lijn    | Volgend station | Richting           |
| ---------------------------------- | -------------------------------------------- | ------- | --------------- | ------------------ |
| Gisors-Embranchement (of Eindpunt) | Montgeroult - Courcelles of Us (of Eindpunt) | Trans J | Osny            | Paris Saint-Lazare |